# 30. Sinfonie (Mozart)
Die Sinfonie D-Dur Köchelverzeichnis 202 komponierte Wolfgang Amadeus Mozart im Frühjahr 1774 in Salzburg. Nach der Alten Mozart-Ausgabe trägt die Sinfonie die Nummer 30.

## Allgemeines

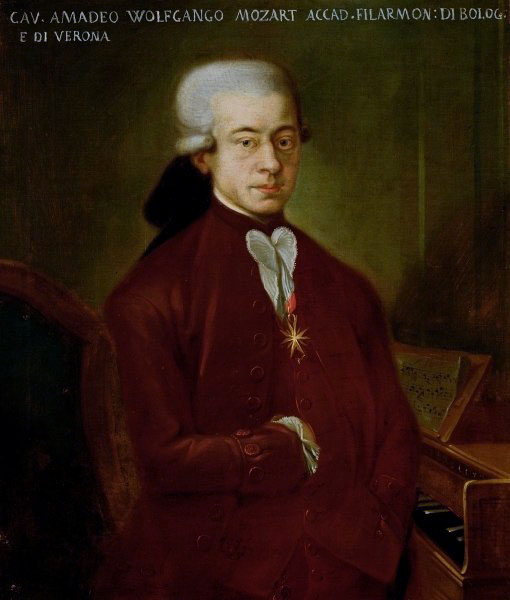
Mozart im Jahr 1777

Bezüglich Entstehungsgeschichte und Kompositionsanlass der „Salzburger Sinfonien“ siehe bei KV 162. Die Sinfonie Köchelverzeichnis (KV) 202 ist vom 5. Mai 1774 datiert. Das Werk wird in der Literatur teilweise als „rückschrittlich“ bewertet:

„Denn sie ist keine Finalsinfonie, der letzte Satz ist nicht viel mehr als ein „Kehraus“, an dem nur merkwürdig ist, dass er thematisch wieder mit dem ersten zusammenhängt; das „Andantino con moto“, nur für die Streicher, könnte auch in einem der Wiener Quartette à la Haydn stehen, das Menuett ist nicht sehr charakteristisch, und der erste, am schwersten wiegende Satz wendet nur die an der g-moll- und A-dur-Sinfonie erworbene Technik auf ein etwas disparates Material an. Wie in jenen Quartetten, so hat Joseph Haydn in dieser Sinfonie Mozart das Konzept verrückt: es gibt auch bei Mozart solche Fälle, in denen die empfängliche Seele nicht stark genug ist, einen mächtigen Eindruck ganz zu verarbeiten.“

Nach Arnold Werner-Jensen würde KV 202 wahrscheinlich etwas höher geschätzt werden, stände das Werk „nicht im Schatten der vorangehenden bedeutenden Schwestern.“ Trotzdem bedeute die Sinfonie „einen Rückschritt in die Konvention, oder besser: in die ‚Normalität‘ der Symphonien vom Frühjahr 1773“, da ihre Sätze „unpersönlicher“ gehalten seien und das vorher neu gewonnene Gewicht des Finalsatzese hier wieder deutlich reduziert werde. 
Wie auch bei einigen anderen der 1773/74 in Salzburg entstandenen Sinfonien, hat Mozart auch bei KV 202 das Datum im Autograph unkenntlich gemacht; wahrscheinlich, um später in Wien (1783) vor den Kopisten zu verbergen, dass es sich um ein älteres Werk handelt.

## Zur Musik
Besetzung: zwei Oboen, zwei Hörner  in D, zwei Trompeten in D, zwei Violinen, Viola, Cello, Kontrabass. Zudem war es damals üblich, Fagott und Cembalo zur Verstärkung der Bass-Stimme bzw. als Generalbass-Instrument einzusetzen, entsprechendes gilt für die oft parallel mit Trompeten benutzten Pauken (jeweils sofern im Orchester vorhanden).
Aufführungsdauer: ca. 22 Minuten
Bei den hier benutzten Begriffen der Sonatensatzform ist zu berücksichtigen, dass dieses Schema in der ersten Hälfte des 19. Jahrhunderts entworfen wurde (siehe dort) und von daher nur mit Einschränkungen auf die Sinfonie KV 202 übertragen werden kann. – Die hier vorgenommene Beschreibung und Gliederung der Sätze ist als Vorschlag zu verstehen. Je nach Standpunkt sind auch andere Abgrenzungen und Deutungen möglich.

### Erster Satz: Molto Allegro
D-Dur, 3/4-Takt, 207 Takte
Die Audiowiedergabe wird in deinem Browser nicht unterstützt. Du kannst die Audiodatei herunterladen.
Der Satz eröffnet als Fanfare im Forte, die durch ihren punktierten Rhythmus und die Pausen einen energisch-marschartigen Charakter bekommt. Die folgenden vier nachsatzartigen Takte sind fließender, wirken aber durch die Akzente am Anfang und die Sechzehntel-Unisono-Roller am Ende auch etwas marschartig. Auf die 
Wiederholung des Nachsatzes eine Oktave tiefer und ohne Roller schließt ein Forte-Abschnitt an mit Tremolo und ausgehaltenen Bläserakkorden, während 1. Violine und Bass dialogartig gebrochene Dreiklangsfiguren spielen. Diese werden  dann zwischen beiden Violinen und Bass fortgesponnen, nun aber jeweils im Wechsel von forte und piano und sich dabei fast „verheddernd“. In der Doppeldominante E-Dur angekommen, wird die Passage mit einem Unisono-Trillermotiv (Takt 25/26: Triller mit Oktavsprung abwärts) beendet, das im weiteren Satzverlauf noch mehrmals auftritt. 
Das zweite Thema (Takt 27 ff.) in der Dominante A-Dur mit wiegendem Charakter wird anfangs nur von den Streichern piano vorgetragen, bei der Wiederholung begleiten die Oboen mit ausgehaltenen Noten. Zwischengeschaltet ist das Unisono-Trillermotiv. Ab Takt 44 verselbständigt sich dann eine dem Thema entnommene Vorschlagsfigur. 

„Ebenso erweist sich die Gestaltung des Seitensatzes als höchst individuell, um nicht zu sagen: eigenwillig und radikal. Eine ursprünglich thematische Vorschlagsfigur zieht sich von der Oktave bis zur Terz zusammen und sprengt – zuerst in halben, dann in Viertelnoten – das bisherige Dreier-Metrum. Darauf verflüchtigt sich die Melodik und scheint wie in einem „Nichts“ zu verschwinden (…).“

In der Schlussgruppe (ab Takt 51) spielt die 1. Violine eine Melodie („drittes Thema“), im Vordersatz wiederum mit punktiertem Rhythmus. Dazu begleiten Oboen und die übrigen Streicher jeweils versetzt mit dem Trillermotiv aus Takt 25/26. Ehe die Exposition in Takt 78 mit Tremolo und Tonrepetition auf A beendet wird, folgt von Takt 62–70 noch der echoartiger Nachhall des Nachsatzes im Piano mit Orgelpunkt auf A. Die Exposition wird wiederholt.
Die Durchführung (Takt 78–112) beginnt mit der Sequenzierung (A-Dur, D-Dur, G-Dur, E-Dur) eines neuen Motivs, wobei der punktierte Rhythmus an die Motive der Exposition erinnert. Ab Takt 93 verdichtet sich das Geschehen im ganzen Orchester, indem sich die Instrumente den Motivkopf versetzt zuwerfen. Abrupt wechselt dann in Takt 101 die Klangfarbe wieder zu einer mehr zurückhaltenden Passage für Streicher im Piano. 
Eine sich aufschwingende Figur der 1. Violine bildet die Überleitung zur Reprise (Takt 113 ff.). Diese ist überwiegend ähnlich der Exposition strukturiert. In der Coda (Takt 198 ff.) tritt nochmals das Motiv der Durchführung auf. 

### Zweiter Satz: Andantino con moto
A-Dur, 2/4-Takt, 74 Takte, nur Streicher
Die Audiowiedergabe wird in deinem Browser nicht unterstützt. Du kannst die Audiodatei herunterladen.
Der Satz beginnt mit dem imitatorischen Einsatz einer aufsteigenden Floskel (1. Violine, 2. Violine, Viola / Bass), ungewöhnlicherweise für einen langsamen Satz im Forte. Ab Takt 5 setzen die nun parallel geführten 2. Violine, Viola und Bass das Motiv nachsatzartig fort, während die 1. Violine ein Oktavsprung-Motiv spielt. Dieses „Hauptthema“ schließt dann in Takt 9/10 als kurze Kadenz zur Tonika A-Dur. Anschließend reihen sich mehrere kleine Motive aneinander (darunter z. B. ein „Klingel“-Motiv  Takt 21 ff.), wobei die oft abrupten Dynamikwechsel auffallen. Ab Takt 16 etabliert sich die Dominante E-Dur, in der der erste Teil des Satzes auch endet. 
Nach kurzer Überleitungspassage mit Molltrübung folgt in Takt 38 bereits die „Reprise“ des ersten Teils. Beide Satzteile werden wiederholt. Der Satz schließt als Coda (Takt 67 ff.), in der der Nachsatz vom Hauptthema nochmals auftritt. 

### Dritter Satz: Menuetto
D-Dur, 3/4-Takt, 40 + 20 Takte
Die Audiowiedergabe wird in deinem Browser nicht unterstützt. Du kannst die Audiodatei herunterladen.
Im ersten Teil des pomöpsen Menuetts mit seiner schreitenden Viertelbewegung fällt eine kurze Echo-Passage auf, der zweite Teil wechselt anfangs von a-Moll nach g-Moll, wobei der bisher schreitende Rhythmus durch Synkopen in der Begleitung aufgelockert wird. 
Das kontrastierende, kammermusikalische Trio (nur Streicherbesetzung) in G-Dur ist im ersten Teil mehrstimmig gehalten (jedes Instrument mit eigener Stimme, z. B. 1. Violine mit fallendem Synkopen-Motiv). Der zweite Teil beginnt als wiederum kontrastierende Unisono-Wendung mit punktiertem Rhythmus des ganzen Orchesters, ehe der erste Teil wieder aufgegriffen wird. 
Die Audiowiedergabe wird in deinem Browser nicht unterstützt. Du kannst die Audiodatei herunterladen.

### Vierter Satz: Presto
D-Dur, 2/4-Takt, 219 Takte
Die Audiowiedergabe wird in deinem Browser nicht unterstützt. Du kannst die Audiodatei herunterladen.
Der Satz eröffnet als signalartiges Dreiklangs-Motiv im Forte-Unisono, das durch seinen punktierten Rhythmus an den marschartigen Beginn des ersten Satzes erinnert. Der punktierte Rhythmus ist dabei jeweils auftaktig und für den gesamten Satz kennzeichnend. Kontrastierend folgt eine Staccato-Achtelbewegung der Violinen im Piano. Diesem Vordersatz mit seinen beiden gegensätzlichen  Phrasen ist ein entsprechender Nachsatz gegenübergestellt, beide zusammen bilden das periodisch aufgebaute erste Thema („Kontrastthema“). 
Bereits in der Überleitungspassage (Takt 16–31), die zur Dominante A-Dur wechselt, tritt der punktierte Rhythmus dominant in Erscheinung. Das zweite Thema (Takt 33 ff.) mit seiner chromatischen Schaukeligur ist wiederum periodisch aufgebaut, allerdings nicht aus so gegensätzlichen Bausteinen wie das erste Thema. Anfangs nur von den Streichern vorgetragen, beteiligen sich bei der Wiederholung die Bläser mit begleitenden Akkorden. 
Die Schlussgruppe baut mit dem punktierten Rhythmus, Tremolo und lang ausgehaltenen Akkorden der Bläser bei aufsteigender Melodielinie zunächst eine Spannung auf, die sich mit dem punktierten Rhythmus im Bass über weiterem Tremolo/ausgehaltenen Bläserakkorden löst. Zum Schluss der Exposition tritt nochmals das Signalmotiv vom Anfang auf – nun aber piano statt forte. 
Auch in der Durchführung (Takt 80–125) spielt der punktierte Rhythmus eine prägende Rolle. Zunächst tritt er als dissonant-verminderter Akkord im Fortissimo im Wechsel mit einem neuen, kontrastierenden Streichermotiv im Piano auf, an das jeweils das Signalmotiv vom Satzanfang angehängt ist. Mozart moduliert dabei über e-Moll und h-Moll und wechselt dann zu einer Passage, die durch abrupte Kontraste von Forte und Piano gekennzeichnet ist (Takt 109 ff.), nach A-Dur, das dominantisch zum Eintritt der Reprise (Takt 126 ff.) in D-Dur wirkt. 
Die Reprise ist ähnlich der Exposition strukturiert. Durchführung und Reprise werden wiederholt. Der Satz wird von einer Coda abgeschlossen, in der zunächst das Signalmotiv im Fortissimo erklingt, nach einer Generalpause dann (ähnlich zum ersten Satz) das Streicher-Motiv von der Durchführung. Mit diesem Motiv klingt der Satz über lang ausgehaltenem D der Bläser im Piano aus.